# M92 (astronomia)
M 92 (noto anche come NGC 6341) è un ammasso globulare visibile nella costellazione di Ercole; è fra gli ammassi globulari più settentrionali del cielo.

## Osservazione

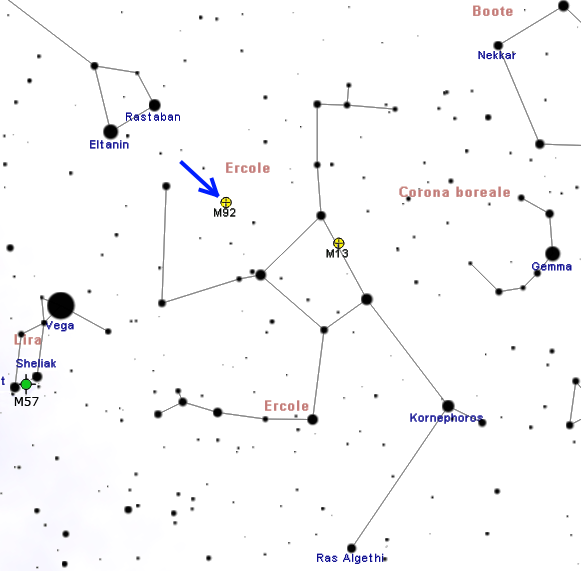
Mappa per individuare M92.

La localizzazione di M92 è molto difficile, a causa della scarsità di stelle appariscenti nell'area di cielo in cui si trova: un metodo consiste nel cercare a nord-est della metà del segmento che congiunge le stelle ι Herculis e η Herculis; a ciò si aggiunge che l'ammasso non è visibile con un binocolo a grande campo. Si tratta comunque di uno degli ammassi globulari più brillanti dell'emisfero boreale, sebbene sia spesso ignorato a causa del vicino M13: un binocolo 10x50 è sufficiente per individuarlo e lo mostra come una macchia biancastra diffusa, senza particolari caratteristiche; solo un telescopio da almeno 200mm di apertura permette di risolverlo in stelle.
M92 può essere osservato da entrambi gli emisferi terrestri, sebbene la sua declinazione settentrionale favorisca notevolmente gli osservatori dell'emisfero nord; dalle regioni boreali si presenta estremamente alto nel cielo nelle notti d'estate, mentre dall'emisfero australe resta sempre molto basso, ad eccezione delle aree prossime all'equatore. È comunque visibile da gran parte delle aree abitate della Terra. Il periodo migliore per la sua osservazione nel cielo serale è quello compreso fra aprile e ottobre.

## Storia delle osservazioni
Fu scoperto da Johann Elert Bode nel 1777 e riscoperto indipendentemente da Charles Messier il 18 marzo 1781, che lo inserì nel suo catalogo. Nel 1783, William Herschel fu il primo a risolvere l'ammasso in stelle; il pastore Webb lo descrisse come difficile da risolvere, se paragonato al vicino M13, ma dal nucleo molto brillante.

## Caratteristiche
M92 si trova a 26.000 anni luce dal sistema solare ed è quindi un po' più lontano del suo vicino M13. La concentrazione di stelle al centro dell'ammasso è notevole e la sua estensione angolare di 11.2' corrisponde ad un diametro effettivo di 85 anni luce. Al suo interno sono state scoperte soltanto 16 variabili, 14 delle quali sono del tipo RR Lyrae.
La massa di M92 è di circa 300.000 masse solari, quindi abbastanza elevata.; si avvicina a noi a una velocità di 110 km/s. La percentuale di metalli molto scarsa nella composizione delle stelle dell'ammasso suggerisce un'età elevata per l'ammasso. Le stime basate sul colore delle stelle indicano un'età di 13 miliardi di anni; è quindi uno dei più antichi ammassi globulari conosciuti.

### Libri
- (EN) Stephen James O'Meara, Deep Sky Companions: The Messier Objects, Cambridge University Press, 1998, ISBN 0-521-55332-6.

### Carte celesti
- Toshimi Taki, Taki's 8.5 Magnitude Star Atlas, su geocities.jp, 2005. URL consultato il 7 novembre 2010 (archiviato dall'url originale il 5 novembre 2018). - Atlante celeste liberamente scaricabile in formato PDF.
- Tirion, Rappaport, Lovi, Uranometria 2000.0 - Volume I - The Northern Hemisphere to -6°, Richmond, Virginia, USA, Willmann-Bell, inc., 1987, ISBN 0-943396-14-X.
- Tirion, Sinnott, Sky Atlas 2000.0 - Second Edition, Cambridge, USA, Cambridge University Press, 1998, ISBN 0-933346-90-5.
- Tirion, The Cambridge Star Atlas 2000.0, 3ª ed., Cambridge, USA, Cambridge University Press, 2001, ISBN 0-521-80084-6.